# Siesta Key (programa de televisión)
Siesta Key es un programa de telerrealidad estadounidense de MTV estrenado el 31 de julio de 2017. El programa se inspiró en Laguna Beach.
El 2 de octubre de 2017, luego de que finalizara la primera temporada MTV ordenó ocho episodios más, haciendo que la primera temporada contara con un total de 18 episodios, estrenándose estos el 15 de enero de 2018. El 17 de diciembre de 2018, se ordenó una segunda temporada. La segunda temporada se estrenó el 22 de enero de 2019. El 13 de mayo de 2019, MTV anunció que el programa había sido renovado para una tercera temporada, que se estrenó el 7 de enero de 2020. MTV renovó el programa para una cuarta temporada el 18 de noviembre de 2020. La temporada comenzó a filmarse la semana del 23 de noviembre en Florida. Sin embargo, debido a la pandemia de coronavirus, se pospuso, para luego reiniciarse en febrero de 2021 en un risort privado en una isla del Caribe. Fue estrenada el 12 de mayo de 2021. La quinta temporada paso a llamarse Siesta Key: Miami Move, y se estrenó el 27 de octubre de 2022.

## Reparto
| Alex Kompothecras              |
| Brandon Gomes                  |
| Chloe Trautman                 |
| Garrett Miller                 |
| Juliette Porter                |
| Kelsey Owens                   |
| Madisson Hausburg              |
| Amanda Miller                  |
| Sam Logan                      |
| Cara Geswelli                  |
| Jordana Barnes                 |
| Reparto Recurrente             |
| Ben Riney                      |
| Canvas Brummel                 |
| Carson Wall                    |
| Hannah Starr                   |
| Paige Hausburh                 |
| Pauly "Pauly Paul" Apostolides |
| Tarik Jenkins                  |
| Alana Sherman                  |
| Camila Cattaneo                |
| Jared Kelderman                |
| Tawni Nix                      |
| Alyssa Salerno                 |
| Ismael "Ish" Soto              |
| Jake Peterson                  |
| JJ Mizell                      |
| Joe Jenkins                    |
| Mike Vazquez                   |
| Robby Hayes                    |
| Clark Drum                     |
| Chris Long                     |
| Lexie Salameh                  |
| Makenna "Kenna" Quesenberry    |
| Max Strong                     |
| Meghan Bischoff                |
| Michael Wheary                 |
| Serena Kerrigan                |
| Tate Sweatt                    |
| Will Gray                      |
| Christine Pierre               |
| Teenear Renee                  |

     = Miembro del reparto es principal en esta temporada.
     = Miembro del reparto es recurrente en esta temporada.
     = Miembro del reparto es invitado en esta temporada.
     = Miembro del reparto no aparece en esta temporada.

## Episodios
| Temporada | Temporada | Episodios      | Estreno               | Estreno              | Índice de audiencia |
| Temporada | Temporada | Episodios      | Inicio                | Final                | Índice de audiencia |
| --------- | --------- | -------------- | --------------------- | -------------------- | ------------------- |
|           | T1        | 18             | 31 de julio de 2017   | 5 de marzo de 2018   | 610.000             |
|           | T2        | 12             | 22 de enero de 2019   | 2 de abril de 2019   | 500.000             |
|           | T3        | 24             | 7 de enero de 2020    | 25 de agosto de 2020 | 490.000             |
|           | T4        | 24 +1 especial | 12 de mayo de 2021    | 26 de mayo de 2022   | 293.000             |
|           | T5        | 12             | 27 de octubre de 2022 | 19 de enero de 2023  | 250.800             |

### Temporada 1 (2017-2018)
| N.º (total) | N.º (temp.) | Título                                      | Estreno                  | Audiencia en Estados Unidos |
| ----------- | ----------- | ------------------------------------------- | ------------------------ | --------------------------- |
| 1           | 1           | «Romeo y Julieta»                           | 31 de julio de 2017      | 670.000                     |
| 2           | 2           | «Necesitamos hablar sobre Chloe»            | 7 de agosto de 2017      | 610.000                     |
| 3           | 3           | «"Nueva tripulación de Kelsey"»             | 14 de agosto de 2017     | 570.000                     |
| 4           | 4           | «El Reino de Alex»                          | 21 de agosto de 2017     | 440.000                     |
| 5           | 5           | «Avenidas de Madisson»                      | 28 de agosto de 2017     | 540.000                     |
| 6           | 6           | «El drama de Juliette en las Bahamas»       | 4 de septiembre de 2017  | 600.000                     |
| 7           | 7           | «Messy Messy Kelsey»                        | 11 de septiembre de 2017 | 540.000                     |
| 8           | 8           | «Garrett consigue una chica»                | 18 de septiembre de 2017 | 650.000                     |
| 9           | 9           | «Chloe en una encrucijada»                  | 25 de septiembre de 2017 | 600.000                     |
| 10          | 10          | «El sueño de verano de Juliette»            | 2 de octubre de 2017     | 520.000                     |
| 11          | 11          | «Mucho ruido y pocas nueces sobre Juliette» | 15 de enero de 2018      | 610.000                     |
| 12          | 12          | «Battle Royale del cumpleaños de Chloe»     | 22 d enero de 2018       | 620.000                     |
| 13          | 13          | «Juliette, interrumpida»                    | 29 de enero de 2018      | 620.000                     |
| 14          | 14          | «Bocados de realidad de Kelsey»             | 5 de febrero de 2018     | 590.000                     |
| 15          | 15          | «Pesadilla en la calle Bradisson»           | 12 de febrero de 2018    | 600.000                     |
| 16          | 16          | «Toma una Paige de Canvas»                  | 19 de febrero de 2018    | 550.000                     |
| 17          | 17          | «Alex no Kompromiso»                        | 26 de febrero de 2018    | 490.000                     |
| 18          | 18          | «Las grandes expectativas de Juliette»      | 5 de marzo de 2018       | 540.000                     |

### Temporada 2 (2019)
| N.º (total) | N.º (temp.) | Título                                | Estreno               | Audiencia en Estados Unidos |
| ----------- | ----------- | ------------------------------------- | --------------------- | --------------------------- |
| 19          | 1           | «Nació el rey»                        | 22 de enero de 2019   | 530.000                     |
| 20          | 2           | «¡Tu propio peluquero!»               | 22 de enero de 2019   | 540.000                     |
| 21          | 3           | «¡Lo siento! No te debo nada»         | 29 de enero de 2019   | 620.000                     |
| 22          | 4           | «¡No vengas a mi viaje!»              | 5 de febrero de 2019  | 520.000                     |
| 23          | 5           | «¡¿Cómo que soy mucho para manejar?!» | 12 de febrero de 2019 | 620.000                     |
| 24          | 6           | «Un amigo de segundo nivel»           | 19 de febrero de 2019 | 530.000                     |
| 25          | 7           | «Ha sido un día»                      | 26 de febrero de 2019 | 550.000                     |
| 26          | 8           | «Desviar, desviar, desviar»           | 5 de marzo de 2019    | 470.000                     |
| 27          | 9           | «¡Saludos al Sunday Funday!»          | 12 de marzo de 2019   | 440.000                     |
| 28          | 10          | «Tenía grandes esperanzas para ti»    | 19 de marzo de 2019   | 640.000                     |
| 29          | 11          | «Lo quiero (sin el engaño)»           | 26 de marzo de 2019   | 540.000                     |
| 30          | 12          | «¡Salud por el final del verano!»     | 2 de abril de 2019    | 520.000                     |

### Temporada 3 (2020)
| N.º (total) | N.º (temp.) | Título                                                      | Estreno               | Audiencia en Estados Unidos |
| ----------- | ----------- | ----------------------------------------------------------- | --------------------- | --------------------------- |
| 31          | 1           | «¿Cuáles son tus verdaderas intenciones con Juliette?»      | 7 de enero de 2020    | 430.000                     |
| 32          | 2           | «Hombre nuevo, ¿quién es?»                                  | 14 de enero de 2020   | 470.000                     |
| 33          | 3           | «¿Dónde está mi disculpa?»                                  | 21 de enero de 2020   | 450.000                     |
| 34          | 4           | «¿Estás ofendido? ¡Porque deberías estarlo!»                | 28 de enero de 2020   | 480.000                     |
| 35          | 5           | «¿Por qué estás con alguien que no te merece?»              | 4 de febrero de 2020  | 590.000                     |
| 36          | 6           | «¿Eres feliz con ella?»                                     | 11 de febrero de 2020 | 500.000                     |
| 37          | 7           | «¿Qué está pasando realmente entre tú y Alex?»              | 18 de febrero de 2020 | 620.000                     |
| 38          | 8           | «¿Entonces eres la exesposa?»                               | 25 de febrero de 2020 | 470.000                     |
| 39          | 9           | «¿Por qué no te preocupas de tus propios malditos asuntos?» | 3 de marzo de 2020    | 430.000                     |
| 40          | 10          | «¿Me estás acosando?»                                       | 3 de marzo de 2020    | 390.000                     |
| 41          | 11          | «¿Y si va completamente hacia el sur?»                      | 10 de marzo de 2020   | 400.000                     |
| 42          | 12          | «¿Donde dormiste anoche?»                                   | 10 de marzo de 2020   | 420.000                     |
| 43          | 13          | «No voy a dejar que se salga con la suya»                   | 16 de junio de 2020   | 590.000                     |
| 44          | 14          | «No estoy pidiendo ningún juicio»                           | 23 de junio de 2020   | 560.000                     |
| 45          | 15          | «Estoy listo para un buen chico»                            | 30 de junio de 2020   | 470.000                     |
| 46          | 16          | «Voy a estar borracho durante la próxima semana»            | 7 de julio de 2020    | 520.000                     |
| 47          | 17          | «No pensé que iba a suceder tan rápido»                     | 14 de julio de 2020   | 500.000                     |
| 48          | 18          | «Estoy agradecido»                                          | 21 de julio de 2020   | 510.000                     |
| 49          | 19          | «Quiero que tenga una niña»                                 | 28 de julio de 2020   | 460.000                     |
| 50          | 20          | «¿Puedo hablar contigo un segundo?»                         | 4 de agosto de 2020   | 490.000                     |
| 51          | 21          | «Ni siquiera sabía que estabas así en trajes de baño»       | 11 de agosto de 2020  | 510.000                     |
| 52          | 22          | «Me estoy enamorando de Sam»                                | 18 de agosto de 2020  | 550.000                     |
| 53          | 23          | «Soy realmente feliz»                                       | 25 de agosto de 200   | 500.000                     |
| 54          | 24          | «La Reunión»                                                | 25 de agosto de 2020  | 450.000                     |

### Temporada 4 (2021-22)
| N.º (total) | N.º (temp.) | Título                                                         | Estreno             | Audiencia en Estados Unidos |
| ----------- | ----------- | -------------------------------------------------------------- | ------------------- | --------------------------- |
| 55          | 1           | «Estamos saludable y emborrachemonos»                          | 12 de mayo de 2021  | 430.000                     |
| 56          | 2           | «Algo desagradable y de mala vibra que decir»                  | 19 de mayo de 2021  | —                           |
| 57          | 3           | «Aquí está la cosa con el Prenup...»                           | 26 de mayo de 2021  | —                           |
| 58          | 4           | «No puedo ayudar si alguien se siente atraído por mí»          | 2 de junio de 2021  | —                           |
| 59          | 5           | «Feliz de verme, ¿verdad?»                                     | 16 de junio de 2021 | 320.000                     |
| 60          | 6           | «No pareces del tipo cariñoso»                                 | 23 de junio de 2021 | 380.000                     |
| 61          | 7           | «Las cosas jamás serán las mismas»                             | 30 de junio de 2021 | 380.000                     |
| 62          | 8           | «Esa chica está perdida»                                       | 7 de julio de 2021  | 430.000                     |
| 63          | 9           | «La compasión y la bondad es el camino a seguir»               | 14 de julio de 2021 | 330.000                     |
| 64          | 10          | «Lo siento de verdad, de verdad»                               | 21 de julio de 2021 | 310.000                     |
| 65          | 11          | «Todos podemos tener un poco de empatía»                       | 28 de julio de 2021 | —                           |
| 66          | 12          | «Solo quiero seguir adelante/simplemente permanecer separados» | 4 de agosto de 2021 | 300.000                     |
| —           | —           | «Especial de Reunión»                                          | 4 de agosto de 2021 | 240.000                     |
| 67          | 13          | «24 y sigue siendo un desastre»                                | 10 de marzo de 2022 | 400.000                     |
| 67          | 14          | «¡Tú ERES el Esposo Rico!»                                     | 17 de marzo de 2022 | 240.000                     |
| 69          | 15          | «¿Incluso quieres intentarlo?»                                 | 24 de marzo de 2022 | 190.000                     |
| 70          | 16          | «Él no ve un futuro»                                           | 31 de marzo de 2022 | 240.000                     |
| 70          | 17          | «"Deux Chardonnay»                                             | 7 de abril de 2022  | 260.000                     |
| 72          | 18          | «Deja de enviarme mensajes de texto, deja de llamarme»         | 14 de abril de 2022 | 220.000                     |
| 73          | 19          | «Dejar de grabar en vídeo»                                     | 21 de abril de 2022 | 280.000                     |
| 74          | 20          | «Estaba viviendo una mentira con él»                           | 28 de abril de 2022 | 230.000                     |
| 75          | 21          | «Alguien envió un video»                                       | 5 de mayo de 2022   | 230.000                     |
| 76          | 22          | «¿Dónde están las palomitas de maíz?»                          | 12 de mayo de 2022  | 280.000                     |
| 77          | 23          | «¿Te estás mudando?»                                           | 19 de mayo de 2022  | 270.000                     |
| 78          | 24          | «Diminuto»                                                     | 26 de mayo de 2022  | 260.000                     |

### Temporada 5 (2022)
| N.º (total) | N.º (temp.) | Título                              | Estreno                 | Audiencia en Estados Unidos |
| ----------- | ----------- | ----------------------------------- | ----------------------- | --------------------------- |
| 79          | 1           | «Bienvenido a Miami»                | 27 de octubre de 2022   | 280.000                     |
| 80          | 2           | «Estás en un estanque enorme ahora» | 3 de noviembre de 2022  | 230.0000                    |
| 81          | 3           | «Pregúntale a tu mejor amigo»       | 10 de noviembre de 2022 | —                           |

## Controversias y Críticas
El programa causó controversia antes de su emisión, debido a que el miembro del reparto Alex Kompothecras se involucró en un acto viral de crueldad animal al arrastrar un tiburón vivo con un bote en Florida. Kompothecras fue captado por la cámara disparando a un tiburón y también había subido publicaciones racistas a Instagram. Otras celebridades de diferentes realitys shows, como Lala Kent de Vanderpump Reglas, y Jayde Nicole de The Hills se alzaron en contra de Kompothecras por lo sucedido. Además varios miembros del elenco recibieron amenazas de muerte, por lo que la fiesta de estreno del programa tuvo que ser cancelada.
El 16 de junio de 2020, tras tuits racistas a raíz del movimiento Black Lives Matter, MTV anunció que cortaron lazos con Alex Kompothecras, además la segunda parte de la tercera temporada fue editada para mostrar lo menos posible las apariciones de este.